# Bundesstraße 273
Pour les articles homonymes, voir Route 273.
La Bundesstraße 273 est une Bundesstraße du Land de Brandebourg.

## Géographie
La Bundesstrasse 273 commence à Potsdam au confluent de la Hegelallee/Schopenhauerstraße et passe au nord-ouest sur la Schopenhauerstraße et la Bornstedter Straße, dans les districts de Bornstedt et Bornim sur Potsdamer Straße et Rückertstraße, afin de suivre Marquardter Chaussee jusqu'aux limites de la ville. La route traverse le canal Sacrow-Paretz et la ligne de la grande ceinture de Berlin.
La B 273 est interrompue à la jonction d'autoroute Potsdam-Nord. Elle est remplacée par l'A 10 jusqu'à la jonction d'autoroute de Berlin-Spandau et de là par la B 5 jusqu'à Nauen.
De Nauen, la B 273 mène à la jonction de Kremmen de l'A 24. Le tronçon de 19 km de long entre l'A 24 et la B 96 est classé en Landesstraße 170 le 1er janvier 2015. Après la jonction avec la B 96, la B 273 atteint Oranienbourg. Après les quartiers de Schmachtenhagen et Wensickendorf, elle traverse Wandlitz et se termine à la jonction de l'A 11.

## Histoire
Le numéro 273 de la Reichsstrasse, qui avait initialement désigné une courte distance entre Ludwigshafen et Limburgerhof pendant quelques années, est attribué dans le Brandebourg à la fin des années 1930 pour établir maintenant une connexion entre la Reichstrasse 2 au nord de Potsdam et la fin préliminaire de l'expansion de la Berliner Ring à la jonction actuelle Potsdam-Nord. La Fernverkehrsstraße 273 est prolongée par la RDA qu'au début des années 1960 pour contourner Berlin-Ouest.
La construction de la chaussée Potsdam-Wustermark, qui devait relier Potsdam à la Berlin-Hamburger Chaussee, commence en 1840 et s'achève en 1844.
Jusqu'en 1925, le Muthesiusbau, le bâtiment de l'émetteur de Nauen, se trouvait presque directement sur l'actuel B 273. En raison de l'extension du système d'émetteur, la route contourne la vaste zone de l'émetteur dans un grand arc à l'est. Ce contournement conduit à un arc caractéristique dans son parcours.

## Source
- (de) Cet article est partiellement ou en totalité issu de l’article de Wikipédia en allemand intitulé « Bundesstraße 273 » (voir la liste des auteurs).

1. ↑  (de) « Die Bundes- und Reichsstraßen in Deutschland - Nr. 166 bis 327 » [archive du 18 février 2009], sur home.arcor.de (consulté le 16 juillet 2025)